# Серпа, Силвио
Силвио Серпа (порт.-браз. Sylvio Serpa; 21 января 1904, Рио-де-Жанейро — 26 августа 1975, Рио-де-Жанейро), более известный как Алема́н (порт.-браз. Alemão) — бразильский футболист, защитник.

## Карьера
Алеман начал карьеру в клубе «Ботафого». Он дебютировал в составе команды 24 апреля 1921 года в матче с «Сан-Кристованом» (3:1). В том же сезоне он занял с клубом предпоследнее место в чемпионате штата Рио-де-Жанейро. Годом позже «Ботафого» остался на четвёртом месте. Этого же достижения команда добилась в 1924, 1925 и 1927 годах. А в 1928 году Алеман помог команде выбирать бронзовые медали первенства. 3 ноября 1929 года защитник сыграл свой последний матч за «Ботафого». В нём клуб потерпел самое крупное поражение в истории: со счётом 2:11 проиграл «Америке». Всего в составе команды футболист провёл 104 матча и забил один гол. В 1930 году Алеман играл за второй состав «Ботафого», а в 1931 году он выиграл чемпионат штата среди третьих команд клубов. После этого Алеман стал работать тренером в молодёжном составе «Ботафого», с которым выиграл молодёжное первенство штата в 1932 и 1933 годах.

## Международная статистика
| Матчи Алемана за сборную Бразилии | Матчи Алемана за сборную Бразилии | Матчи Алемана за сборную Бразилии | Матчи Алемана за сборную Бразилии | Матчи Алемана за сборную Бразилии | Матчи Алемана за сборную Бразилии | Матчи Алемана за сборную Бразилии       |
| --------------------------------- | --------------------------------- | --------------------------------- | --------------------------------- | --------------------------------- | --------------------------------- | --------------------------------------- |
| №                                 | Дата                              | Место проведения                  | Оппонент                          | Счёт                              | Голы                              | Турнир                                  |
| 1                                 | 11 ноября 1923                    | Монтевидео                        | Парагвай                          | 0:1                               | —                                 | Чемпионат Южной Америки                 |
| 2                                 | 18 ноября 1923                    | Монтевидео                        | Аргентина                         | 1:2                               | —                                 | Чемпионат Южной Америки                 |
| 3                                 | 22 ноября 1923                    | Монтевидео                        | Парагвай                          | 2:0                               | 1                                 | Кубок Родригеса Алвеса                  |
| 4                                 | 25 ноября 1923                    | Монтевидео                        | Уругвай                           | 1:2                               | —                                 | Чемпионат Южной Америки                 |
| 5                                 | 28 ноября 1923                    | Дурасно                           | Сборная Дурасно                   | 9:0                               | 4                                 | Товарищеский матч                       |
| 6                                 | 2 декабря 1923                    | Буэнос-Айрес                      | Аргентина                         | 2:0                               | 1                                 | Товарищеский кубок Бразилии и Аргентины |
| 7                                 | 9 декабря 1923                    | Буэнос-Айрес                      | Аргентина                         | 0:2                               | —                                 | Кубок Рока                              |

## Достижения
- Обладатель Кубка Родригеса Алвеса: 1923